# Резерфорд (единица измерения)
Резерфо́рд (русское обозначение: Рд; международное: Rd) — устаревшая внесистемная единица измерения активности радиоактивного источника. Названа в честь известного британского физика Эрнеста Резерфорда (1871—1937), сделавшего существенный вклад в понимание физической природы радиоактивности.
Один резерфорд определяется как 106 актов распада в 1 секунду. Таким образом, выполняется точное равенство
1 Рд = 1⋅106 Бк = 1 МБк
или
1 Рд ≈ 2,7027⋅10−5 Ки.
Резерфорд как единица измерения была предложена в 1946 году Э. Кондоном и Л. Ф. Кёртисом.
В настоящее время резерфорд не рекомендован к применению согласно ГОСТ 8.417-2002.